# Notomanes basalis
Notomanes basalis är en tvåvingeart som först beskrevs av Walker 1836.  Notomanes basalis ingår i släktet Notomanes och familjen parasitflugor. Inga underarter finns listade i Catalogue of Life.